# Selección de fútbol sub-20 de Suecia
La Selección de fútbol sub-20 de Suecia, conocida también como la Selección juvenil de fútbol de Suecia, es el equipo que representa al país en la Copa Mundial de Fútbol Sub-20 y en la Eurocopa Sub-19, y es controlada por la Asociación Sueca de Fútbol.

## Estadísticas

### Mundial Sub-20
| Año   | Ronda          | J            | G            | E            | P            | GF           | GC           |
| ----- | -------------- | ------------ | ------------ | ------------ | ------------ | ------------ | ------------ |
| 1977  | No clasificó   | No clasificó | No clasificó | No clasificó | No clasificó | No clasificó | No clasificó |
| 1979  | No clasificó   | No clasificó | No clasificó | No clasificó | No clasificó | No clasificó | No clasificó |
| 1981  | No clasificó   | No clasificó | No clasificó | No clasificó | No clasificó | No clasificó | No clasificó |
| 1983  | No clasificó   | No clasificó | No clasificó | No clasificó | No clasificó | No clasificó | No clasificó |
| 1985  | No clasificó   | No clasificó | No clasificó | No clasificó | No clasificó | No clasificó | No clasificó |
| 1987  | No clasificó   | No clasificó | No clasificó | No clasificó | No clasificó | No clasificó | No clasificó |
| 1989  | No clasificó   | No clasificó | No clasificó | No clasificó | No clasificó | No clasificó | No clasificó |
| 1991  | Fase de grupos | 3            | 0            | 1            | 2            | 3            | 7            |
| 1993  | No clasificó   | No clasificó | No clasificó | No clasificó | No clasificó | No clasificó | No clasificó |
| 1995  | No clasificó   | No clasificó | No clasificó | No clasificó | No clasificó | No clasificó | No clasificó |
| 1997  | No clasificó   | No clasificó | No clasificó | No clasificó | No clasificó | No clasificó | No clasificó |
| 1999  | No clasificó   | No clasificó | No clasificó | No clasificó | No clasificó | No clasificó | No clasificó |
| 2001  | No clasificó   | No clasificó | No clasificó | No clasificó | No clasificó | No clasificó | No clasificó |
| 2003  | No clasificó   | No clasificó | No clasificó | No clasificó | No clasificó | No clasificó | No clasificó |
| 2005  | No clasificó   | No clasificó | No clasificó | No clasificó | No clasificó | No clasificó | No clasificó |
| 2007  | No clasificó   | No clasificó | No clasificó | No clasificó | No clasificó | No clasificó | No clasificó |
| 2009  | No clasificó   | No clasificó | No clasificó | No clasificó | No clasificó | No clasificó | No clasificó |
| 2011  | No clasificó   | No clasificó | No clasificó | No clasificó | No clasificó | No clasificó | No clasificó |
| 2013  | No clasificó   | No clasificó | No clasificó | No clasificó | No clasificó | No clasificó | No clasificó |
| 2015  | No clasificó   | No clasificó | No clasificó | No clasificó | No clasificó | No clasificó | No clasificó |
| 2017  | No clasificó   | No clasificó | No clasificó | No clasificó | No clasificó | No clasificó | No clasificó |
| 2019  | No clasificó   | No clasificó | No clasificó | No clasificó | No clasificó | No clasificó | No clasificó |
| 2023  | No clasificó   | No clasificó | No clasificó | No clasificó | No clasificó | No clasificó | No clasificó |
| 2025  | No clasificó   | No clasificó | No clasificó | No clasificó | No clasificó | No clasificó | No clasificó |
| Total | 1/24           | 3            | 0            | 1            | 2            | 3            | 7            |

### Eurocopa Sub-19
| Récord | Récord         | Récord       | Récord       | Récord       | Récord       | Récord       | Récord       | Récord       |   | Récord Clasificatorio | Récord Clasificatorio | Récord Clasificatorio | Récord Clasificatorio | Récord Clasificatorio | Récord Clasificatorio |
| Año    | Ronda          | Pos.         | J            | G            | E            | P            | GF           | GC           | J | G                     | E                     | P                     | GF                    | GC                    |                       |
| ------ | -------------- | ------------ | ------------ | ------------ | ------------ | ------------ | ------------ | ------------ | - | --------------------- | --------------------- | --------------------- | --------------------- | --------------------- | --------------------- |
| 2002   | No clasificó   | No clasificó | No clasificó | No clasificó | No clasificó | No clasificó | No clasificó | No clasificó | 4 | 1                     | 0                     | 3                     | 5                     | 11                    |                       |
| 2003   | No clasificó   | No clasificó | No clasificó | No clasificó | No clasificó | No clasificó | No clasificó | No clasificó | 6 | 1                     | 2                     | 3                     | 6                     | 11                    |                       |
| 2004   | No clasificó   | No clasificó | No clasificó | No clasificó | No clasificó | No clasificó | No clasificó | No clasificó | 3 | 1                     | 2                     | 0                     | 13                    | 6                     |                       |
| 2005   | No clasificó   | No clasificó | No clasificó | No clasificó | No clasificó | No clasificó | No clasificó | No clasificó | 6 | 5                     | 0                     | 1                     | 17                    | 5                     |                       |
| 2006   | No clasificó   | No clasificó | No clasificó | No clasificó | No clasificó | No clasificó | No clasificó | No clasificó | 6 | 3                     | 0                     | 3                     | 11                    | 10                    |                       |
| 2007   | No clasificó   | No clasificó | No clasificó | No clasificó | No clasificó | No clasificó | No clasificó | No clasificó | 6 | 2                     | 1                     | 3                     | 10                    | 14                    |                       |
| 2008   | No clasificó   | No clasificó | No clasificó | No clasificó | No clasificó | No clasificó | No clasificó | No clasificó | 6 | 2                     | 0                     | 4                     | 7                     | 10                    |                       |
| 2009   | No clasificó   | No clasificó | No clasificó | No clasificó | No clasificó | No clasificó | No clasificó | No clasificó | 6 | 1                     | 2                     | 3                     | 10                    | 14                    |                       |
| 2010   | No clasificó   | No clasificó | No clasificó | No clasificó | No clasificó | No clasificó | No clasificó | No clasificó | 3 | 0                     | 2                     | 1                     | 0                     | 1                     |                       |
| 2011   | No clasificó   | No clasificó | No clasificó | No clasificó | No clasificó | No clasificó | No clasificó | No clasificó | 3 | 0                     | 0                     | 3                     | 2                     | 8                     |                       |
| 2012   | No clasificó   | No clasificó | No clasificó | No clasificó | No clasificó | No clasificó | No clasificó | No clasificó | 3 | 0                     | 2                     | 1                     | 1                     | 2                     |                       |
| 2013   | No clasificó   | No clasificó | No clasificó | No clasificó | No clasificó | No clasificó | No clasificó | No clasificó | 6 | 2                     | 1                     | 3                     | 8                     | 13                    |                       |
| 2014   | No clasificó   | No clasificó | No clasificó | No clasificó | No clasificó | No clasificó | No clasificó | No clasificó | 6 | 4                     | 0                     | 2                     | 16                    | 6                     |                       |
| 2015   | No clasificó   | No clasificó | No clasificó | No clasificó | No clasificó | No clasificó | No clasificó | No clasificó | 6 | 2                     | 2                     | 2                     | 10                    | 9                     |                       |
| 2016   | No clasificó   | No clasificó | No clasificó | No clasificó | No clasificó | No clasificó | No clasificó | No clasificó | 6 | 2                     | 1                     | 3                     | 15                    | 11                    |                       |
| 2017   | Fase de grupos | 7.º          | 3            | 0            | 1            | 2            | 4            | 6            | 6 | 5                     | 0                     | 1                     | 13                    | 4                     |                       |
| 2018   | No clasificó   | No clasificó | No clasificó | No clasificó | No clasificó | No clasificó | No clasificó | No clasificó | 6 | 2                     | 1                     | 3                     | 12                    | 8                     |                       |
| 2019   | No clasificó   | No clasificó | No clasificó | No clasificó | No clasificó | No clasificó | No clasificó | No clasificó | 3 | 1                     | 1                     | 1                     | 5                     | 5                     |                       |
| 2020   | Cancelado      | Cancelado    | Cancelado    | Cancelado    | Cancelado    | Cancelado    | Cancelado    | Cancelado    |   |                       |                       |                       |                       |                       |                       |
| 2021   | Cancelado      | Cancelado    | Cancelado    | Cancelado    | Cancelado    | Cancelado    | Cancelado    | Cancelado    |   |                       |                       |                       |                       |                       |                       |
| 2022   | No clasificó   | No clasificó | No clasificó | No clasificó | No clasificó | No clasificó | No clasificó | No clasificó | 6 | 2                     | 0                     | 4                     | 7                     | 14                    |                       |
| 2023   | No clasificó   | No clasificó | No clasificó | No clasificó | No clasificó | No clasificó | No clasificó | No clasificó | 3 | 1                     | 1                     | 1                     | 3                     | 2                     |                       |
| 2024   | No clasificó   | No clasificó | No clasificó | No clasificó | No clasificó | No clasificó | No clasificó | No clasificó | 5 | 0                     | 3                     | 2                     | 6                     | 8                     |                       |
| 2025   | Por definir    | Por definir  | Por definir  | Por definir  | Por definir  | Por definir  | Por definir  | Por definir  |   |                       |                       |                       |                       |                       |                       |
| Total  | -              | 1/19         | 3            | 0            | 1            | 2            | 4            | 6            |   | 105                   | 37                    | 21                    | 47                    | 178                   | 172                   |

## Jugadores
Los que aparecen en Negrita están disponibles para jugar en el equipo.

### Más Apariciones
| # | Nombre                  | Periodo   | Apariciones | Goles |
| - | ----------------------- | --------- | ----------- | ----- |
| 1 | Muamer Tanković         | 2012–     | 19          | 10    |
| 1 | Rasmus Elm              | 2005–2007 | 19          | 5     |
| 1 | Jetullah Bahtiri        | 2005–2007 | 19          | 2     |
| 4 | Denni Avdić             | 2005–2007 | 18          | 4     |
| 4 | Astrit Ajdarević        | 2008–2010 | 18          | 2     |
| 6 | Jiloan Hamad            | 2007–2009 | 17          | 2     |
| 6 | Marcus Nilsson          | 2005–2007 | 17          | 2     |
| 6 | Victor Nilsson Lindelöf | 2012–2013 | 17          | 0     |
| 9 | Mirza Mujčić            | 2011–2013 | 16          | 1     |

### Más goles
| # | Nombre                | Periodo   | Apariciones | Goles |
| - | --------------------- | --------- | ----------- | ----- |
| 1 | Muamer Tanković       | 2012–     | 10          | 19    |
| 2 | Rasmus Jönsson        | 2008–2009 | 8           | 15    |
| 3 | Bovar Karim           | 2002–2003 | 7           | 11    |
| 4 | Petter Andersson      | 2003      | 6           | 8     |
| 4 | Mikael Dahlberg       | 2003      | 6           | 10    |
| 4 | Ola Toivonen          | 2004–2005 | 6           | 11    |
| 4 | Victor Söderström     | 2012–2013 | 6           | 15    |
| 8 | John Guidetti         | 2009–2010 | 5           | 5     |
| 8 | David Moberg Karlsson | 2012–2013 | 5           | 11    |
| 8 | Rasmus Elm            | 2005–2007 | 5           | 19    |